# Columba Macbeth Green

Bischofswappen von Columba Macbeth-Green

Columba Macbeth Green OSPPE (* 30. Juni 1968 in Forbes, New South Wales) ist ein australischer Ordensgeistlicher und römisch-katholischer Bischof von Wilcannia-Forbes.

## Leben
Columba Macbeth Green trat der Ordensgemeinschaft der Pauliner bei und legte am 15. September 1996 die ewige Profess ab. Er empfing am 22. November 1997 das Sakrament der Priesterweihe.
Am 12. April 2014 ernannte ihn Papst Franziskus zum Bischof von Wilcannia-Forbes. Die Bischofsweihe spendete ihm der Apostolische Nuntius in Australien, Paul Gallagher, am 3. Juli desselben Jahres. Mitkonsekratoren waren der Bischof von Wollongong, Peter Ingham, und der Bischof von Armidale, Michael Robert Kennedy. Die Amtseinführung im Bistum Wilcannia-Forbes fand zwei Tage später statt.